# When Evil Lurks
Pour plus de détails, voir Fiche technique et Distribution.
When Evil Lurks (Cuando acecha la maldad) est un film argentin réalisé par Demián Rugna, sorti en 2023.
Le film se déroule dans un village isolé, où deux frères découvrent qu'un homme possédé par un démon est sur le point de libérer l'horreur qui est en lui. Mais lorsqu'ils tentent de l'arrêter, ils ne parviennent qu'à accélérer le processus et à déclencher une horreur qui pourrait être bien plus terrifiante lorsqu'il quittera cet endroit et atteindra une zone plus peuplée.

## Synopsis
Un matin, les frères Pedro (Ezequiel Rodrìguez) et Jimi entendent des coups de feu dans les bois près de la terre où ils travaillent. Ils découvrent le corps découpé d'un homme, ce qui les conduit à une cabane voisine où se cachent María Elena, une femme âgée, et ses deux fils, Uriel et Eduardo. Uriel est devenu un être possédé par un démon sur le point de « donner naissance » au mal lui-même. Le cadavre était celui d'un « Nettoyeur », un professionnel censé tuer Uriel et faire avorter le démon avant qu'il ne puisse posséder d'autres personnes.
Le propriétaire du terrain, Ruiz, suggère de retirer Uriel de la cabane et de le jeter loin de ses terres. Après avoir parcouru plusieurs centaines de kilomètres, les hommes se rendent compte qu'Uriel est tombé du camion en cours de route. Incapable de le retrouver, Ruiz déclare l'affaire résolue et les trois hommes rentrent chez eux.
Le lendemain matin, l'une des chèvres de Ruiz est possédée. Jimena, la femme de Ruiz, met en garde contre l'utilisation d'armes à feu qui ne feraient que propager la possession infectieuse, mais Ruiz tire sur l'animal avec son fusil de chasse. Jimena, possédée, tue alors Ruiz et se suicide avec sa hache.
Tard dans la soirée, Eduardo frappe à la porte de Pedro et Jimi. La mère d'Eduardo a disparu après que les hommes ont enlevé Uriel, et il a trouvé Ruiz et Jimena morts. Effrayé à l'idée de retourner seul dans sa cabane, il supplie les hommes de le laisser passer la nuit. Jimi ne croit pas qu'Eduardo ait été abandonné par sa mère, mais Pedro permet à Eduardo de dormir dans le hangar à côté de leur maison, à condition qu'il rende son pistolet et promette de partir au lever du soleil.
Le lendemain matin, Jimi et Pedro prévoient de quitter la ville avec leurs familles pour se mettre à l'abri. Jimi va chercher leur mère, Sara, tandis que Pedro se rend chez son ex-femme Sabrina, maintenant en couple avec Léonardo, et ses deux enfants, Santino et Jair qui est autiste. Chez Sabrina, le chien de la famille, qui avait déjà léché les vêtements de Pedro souillés par le démon, attaque Vicky (la fille de Leonardo et Sabrina) et la traîne dehors. Leonardo tire sur le chien malgré l'avertissement de Pedro. Pedro retourne chez Sabrina et découvre que Vicky est de retour et semble normale. Alors que Pedro vole une voiture et s'enfuit avec ses fils, Leonardo, possédé, fonce avec son camion sur Sabrina et Vicky. Par la suite, on voit tout de même Vicky danser joyeusement.
Après que Pedro ait récupéré Jimi et leur mère, la famille rassemblée quitte la ville. Pedro reçoit un appel d'une Sabrina démoniaque, qui demande à récupérer ses enfants. Ils rencontrent Mirtha, une ancienne nettoyeuse et une connaissance de Jimi en ville, qui les invite à passer la nuit chez elle. Mirtha met Jimi en garde contre Jair, qui montre des signes de possession. Jimi n'y voit qu'un lien avec l'autisme de Jair. Mirtha explique qu'ils doivent trouver et tuer Uriel en utilisant le rituel approprié pour empêcher le démon de naître. Lorsque Sabrina, possédée, arrive et kidnappe Santino, Jimi la poursuit pendant que Mirtha et Pedro prennent le camion de Mirtha pour chercher Uriel. Jimi atteint Sabrina après qu'elle a tué Santino. Furieux, il fonce sur Sabrina et la coince contre un arbre. Sara reste chez Mirtha pour attendre Jair, qui peut maintenant marcher sans aide et parler sans problème.
Les recherches de Pedro et Mirtha mènent à une école remplie d'enfants possédés qui ont tué tous les adultes des environs et ont travaillé pour cacher Uriel. Ils découvrent Uriel caché sous la scène d'un auditorium, et Pedro tente de le déterrer pendant que Mirtha prépare le rituel d'exorcisme. Perdant patience et croyant qu'une hache d'incendie à proximité pourrait aider à démembrer et à déplacer Uriel, Pedro court vers le bureau, mais les enfants l'enferment à l'intérieur. Pendant qu'il est occupé, les enfants tuent Mirtha et démontent son équipement. En franchissant la porte, Pedro, en colère, bat Uriel à mort. Le démon naît alors du cadavre d'Uriel, sous la forme d'un enfant nu et couvert de sang. Le démon nargue Pedro, le marque de traces de sang et lui laisse la vie sauve en partant, suivi par les enfants.
Pedro et Jimi se retrouvent chez Mirtha, récupèrent Jair et rentrent chez eux. En inspectant la propriété, Jimi trouve Eduardo, possédé, qui admet avoir tué et mangé le nettoyeur original quatre jours auparavant. Il a fait la même chose à sa propre mère et laisse entendre que Sara a subi le même sort. A l'intérieur, Pedro donne de la glace à Jair. Mais Jair s'étouffe et crache les cheveux et le collier de Sara. Pedro sort, s'effondre et se lamente.

## Fiche technique
Sauf indication contraire, les informations mentionnées dans cette section peuvent être confirmées par la base de données cinématographiques IMDb,  présente dans la section « Liens externes ».
- Titre original : Cuando acecha la maldad
- Titre français : When Evil Lurks
- Réalisation et scénario : Demián Rugna
- Musique : Pablo Fuu
- Direction artistique : Laura Aguerrebehere
- Costumes : Pheonia Veloz
- Photographie : Mariano Suárez
- Montage : Lionel Cornistein
- Pays de production :  Argentine
- Format : couleurs - 2,39:1
- Genre : horreur
- Durée : 99 minutes
- Dates de sortie :
  - Canada : 13 septembre 2023 (Festival de Toronto)
  - Argentine : 9 novembre 2023
  - France : 15 mai 2024

## Distribution
- Ezequiel Rodrìguez (VF : Christophe Seugnet) : Pedro Yazurlo
- Demián Salomón (VF : Françoua Garrigues) : Jaime "Jimi" Yazurlo
- Silvina Sabater (VF : Sophie Planet) : Mirtha
- Marcelo Michinaux (VF : Nayéli Forest) : Santino Yazurlo
- Emilio Vodanovich (VF : Vincent de Boüard) : Jair Yazurlo
- Paula Rubinsztein : Sara, la mère de Pedro et Jaime
- Virginia Garófalo (VF : Violante Rhô) : Sabrina, l'ex femme de Pedro
- Federico Liss (VF : Vincent Thomas) : Léonardo "Leo", le nouveau mari de Sabrina
- Luis Ziembrowski (VF : Jérôme Keen) : Armando Ruiz
- Desirée Salgueiro : Jimena, la femme de Ruiz
- Ricardo Velázquez : Eduardo
- Pablo et Gonzalo Galarza : Uriel

## Distinctions

### Récompenses
- Festival international du film fantastique de Catalogne 2023 : meilleur film[1],[2]
- Festival international du film fantastique de Gérardmer 2024 : prix de la critique et prix du public[3]

### Sélections
- Festival international du film de Toronto 2023 : sélection en section Midnight Madness
- Paris International Fantastic Film Festival 2023 : sélection hors compétition
- Hallucinations collectives 2024 : sélection en compétition